# Erdmessung
Die Erdmessung (auch Erdvermessung) ist eine Teildisziplin der Geodäsie, im Speziellen der höheren Geodäsie, und eine Form der Vermessung. Sie umfasst jene Messungen, Modelle und Berechnungen, die zur genauen Bestimmung der Erdfigur und des Erdschwerefeldes notwendig sind.
Ins Englische lässt sich der Begriff „Erdmessung“ gut mit geodesy übersetzen – im Gegensatz zur Landes- und Ingenieurvermessung, die dort unter surveying zusammengefasst wird.

## Die Erdmessung und ihre Methoden
Bis etwa 1960 beruhte die Erdmessung fast ausschließlich auf terrestrischen Messungen auf und zwischen Punkten der Erdoberfläche (Vermessungspunkte, Pegel, Nivellement-, Gravimetrie- und Lotabweichungs-Punkte); die wichtigsten dieser Methoden sind unten angeführt.
Mit dem Start der ersten künstlichen Erdsatelliten änderte sich die geodätische Arbeitsweise. Schon die Bahnstörungen, die während der wenigen Betriebstage des Explorer 1 (1958) festgestellt wurden, steigerten die Genauigkeit zweier Größen des Schwerefeldes um das 10fache. Der Nachfolger Vanguard I bot dank seines erstmals verwendeten Solarzellen-Betriebs eine mehrjährige Betriebszeit, während der die Messungen noch deutlich verfeinert werden konnten.
Bis in die 1960er-Jahre konnte die globale Erdfigur nur auf einige Zehnermeter genau bestimmt werden, weil die Ozeane 71 % der Erdoberfläche ausmachen. Danach ließen sich durch geometrische Verfahren der Satellitengeodäsie einige Meter erreichen, ab den 1990ern sogar einige Zentimeter. Gleichzeitig entwickelte sich die Dynamische Satellitengeodäsie, mit der heute das Erdschwerefeld genauer als 1 : 10 Millionen zu bestimmen ist.

### Terrestrische Methoden der Erdmessung
1. Triangulation (genaue Winkelmessung)
2. Basismessung, elektronische Distanzmessung und
  - ab 1950/70 auch Trilateration mit Licht- und Mikrowellen
3. Azimut- und Zeitmessung
4. Astronomische „Ortsbestimmung“: Breiten- und Längenbestimmung, und
  - Gradmessung (obiges genau in Nord-Süd oder Ost-West-Richtung)
5. Nivellement, insbesondere als Präzisionsnivellement
6. trigonometrische Höhenmessung
7. Altimetrie und Niveaumessung mit Schlauchwaagen
8. Sonnenfinsternisse und Parallaxen zum Mond
9. Gravimetrie (Messung der Schwerkraft) und
  - Gradiometrie (ab ca. 1920 mit der Drehwaage)

### Satellitengeodäsie ab etwa 1970
1. Satelliten-Triangulation mit Satellitenkameras und anderen Sensoren
2. Trilateration zu Satelliten – insbesondere zu Laserreflektoren auf Satelliten wie GEOS, LAGEOS, Starlette, sowie zum Mond
3. Doppler-Messungen von Radiosignalen (NNSS, Transit usw.)
4. Radio-Interferometrie zu Satelliten und VLBI zu Quasaren
5. Pseudoranging zu GPS und GLONASS-Satelliten
6. Satellite-to-Satellite Tracking (SST, z. B. GRACE-Sonden)
7. Gradiometrie in Satellitenbahnen (in Entwicklung)
8. Moderne Rechenverfahren wie Kollokation, FFT usw.

### Teilgebiete der Erdmessung
- Astronomische Geodäsie: Inertial- bzw. Bezugssystem globaler und lokaler Koordinaten, Bestimmung des mittleren Erdellipsoids, Modellierung der Lotabweichung usw.
- Mathematische Geodäsie: Definition verschiedener Koordinatensysteme und Abbildungen (oft etwas unscharf „Projektionen“ genannt), Differentialgeometrie, Berechnungsverfahren auf dem Ellipsoid und auf Flächen höherer Ordnung usw.
- Physikalische Geodäsie: Modellierung des Schwerefeldes der Erde, Geoidbestimmung, Schwerereduktionen und -Anomalien, Übergang zur Geophysik und zur Geodynamik, sowie zur
- Satellitengeodäsie und teilweise zur Navigation.

## Geschichte der Erdmessung

### Griechische Antike und Araber
Eine wichtige Erkenntnis für die Erdmessung ist, dass die Erde eine runde Form hat. Schon Pythagoras von Samos erklärte um 600 vor Christi Geburt, dass die Erde eine Kugelform hätte. Zweihundert Jahre später diskutierte Aristoteles in seinem Werk Περὶ οὐρανοῦ (Über den Himmel, Band 2, Kapitel 13 und 14) die Oberflächenform der Erde und kam zu dem Schluss, dass diese aus drei verschiedenen Gründen kugelförmig sein müsse. Als Argumente nannte er, dass Schiffe am Horizont zuerst mit der Mastspitze zu sehen sind, dass in südlichen Ländern die Sternbilder höher über dem Horizont stehen als im Norden und dass er den Erdschatten bei einer Mondfinsternis als rund beobachtet hat.
Gemeinhin wird der alexandrinische Gelehrte Eratosthenes als „Ahnherr“ der Erdmessung angesehen, doch hatte er vermutlich einige Vorfahren aus Ionien oder gar Babylonien. Er maß die unterschiedliche Zenitdistanz der Sonne in Alexandria und Syene und bestimmte den Erdumfang auf 252.000 Stadien, was vermutlich einer Genauigkeit von 7,7 % entspricht (Details siehe Eratosthenes#Bestimmung des Erdumfangs). Posidonius verwendete um 100 v. Chr. eine ähnliche Methode, bei der er nicht die Vertikalwinkel der Sonne, sondern die des Sterns Canopus über der Insel Rhodos und in Alexandria bestimmte, wobei er mit 240.000 Stadien auf ein ähnliches Ergebnis wie Eratosthenes kam.
Aus der Antike stammen auch einige „Weltkarten“, die natürlich nur die „Alte Welt“ umfassen konnten. Ihre Darstellungen sind – aus heutiger Sicht – stark verzerrt (etwa 20 bis 40 %), was auf das weitgehende Fehlen astrogeodätischer Messungen zurückzuführen ist. Der Großteil der zugrundeliegenden Daten dürfte aus der küstennahen Seefahrt stammen.
Technisch höherstehende Vermessungen wurden einige Jahrhunderte später von den Arabern entwickelt, durch die auch die wichtigsten schriftlichen Zeugnisse aus der griechischen Naturphilosophie überliefert wurden. Die Seekarten dieser Zeit (sogenannte Portolankarten) und Seehandbücher sind entlang vielbefahrener Küsten äußerst genau, sie haben kaum Fehler, die über 10 % liegen. Dies scheint zu bedeuten, dass die Größe der Erde schon auf etwa 20 Prozent genau bekannt war.

### Erdmessung im Europa der Neuzeit
Zu Beginn des Zeitalters der Entdeckungen waren sich die Gelehrten über die Größe der Erde und die Ausdehnung von Asien und Afrika noch keineswegs einig. So konnte Kolumbus nach zahlreichen Diskussionen seine geplante Westroute nach „Indien“ nur deshalb plausibel machen, weil er den Erdradius unter- und Asiens Größe überschätzte.
Die bis dahin von arabischen Astronomen auf besser als 10 % abgeleitete Größe der Erde wurde erst genauer bestimmbar, als Snellius 1615 die Methode der Triangulation entwickelte. Aus seinem in Holland gemessenen Gradbogen erhielt er den Erdradius noch um 3 % zu klein, während die von Jean Picard 1669/70 durchgeführte Gradmessung im wesentlich längeren Pariser Meridian bereits auf 0,1 % genau war. Nachmessungen von Jacques Cassini zur Klärung der Frage, ob das Erdellipsoid abgeplattet oder an den Polen verlängert sei, führten allerdings zu Widersprüchen, die Isaac Newton durch eine theoretische Überlegung zugunsten der Abplattung entschied.
Die erste wirklich genaue Erdmessung geht auf die 1666 gegründete Pariser Akademie zurück, die um 1730 entschied, zwei geodätische Expeditionen nach Peru (heutiges Ecuador, 1735–1744) und nach Lappland (1736–1737) zu entsenden. Die beiden Meridianbögen von 3,1° und 1,0° Länge ergaben eine deutliche Krümmungsabnahme nach Norden, was eine Erdabplattung von 1:215 ergab. Ihr zu großer Wert (teilweise wegen Rostansatz an den Klaftermaßstäben in Lappland) wurde später durch Kombination mit dem französischen Meridian auf 1:304 korrigiert. Der wahre Wert (siehe GRS80-Ellipsoid) ist 1:298,25 oder 21,385 km Unterschied zwischen äquatorialem und polarem Erdradius.
Die gemessenen Streckenlängen dieser 3 Meridiane dienten nicht zuletzt zur Meterdefinition, indem der Abstand Äquator–Pol genau 10 Millionen Meter sein sollte (tatsächlich sind es 10.002.248,9 m).
Weitere bedeutende Arbeiten zur Erdmessung sind u. a. das Clairaut’sche Theorem von 1743, welches eine Beziehung zwischen der Ellipsoidform und der Schwereabplattung des Erdschwerefeldes herstellt, und Delambres Verlängerung des Pariser Medidians von Barcelona bis Dünkirchen (1792–1798). Die Ergebnisse dieses über 1000 km langen Gradbogens gingen in die endgültige Meterdefinition ein.
Von den zahlreichen im 19. und 20. Jahrhundert ausgeführten Gradmessungen sei noch der von Gauß (Göttingen–Altona, 1821–1825) und der fast 3000 km lange skandinavisch-russische Struve-Bogen (1816–1852) genannt, sowie der schief zum Meridian verlaufende Ostpreußen-Bogen von Bessel und Baeyer 1831–1838. Wesentlich ist auch – bis heute – die Einbeziehung der von Gauß entwickelten Ausgleichungsrechnung, welche die unvermeidlichen kleinen Messfehler in ihrer Wirkung minimiert.

## Wichtigste Ergebnisse der Erdmessung seit 1800

### Größe und Form der Erdfigur
Als „mathematische Erdfigur“ wird in der Mathematik und Geodäsie seit Carl Friedrich Gauß jene bezeichnet, die im Mittel der Jahreszeiten und Jahre dem Meeresspiegel entspricht. Für diese Niveaufläche mit konstantem Potential – gemeint ist die potentielle Energie im Erdschwerefeld – wurde um 1870 der Name Geoid geprägt.

#### Bessel-Ellipsoid
Bereits vor den französischen Gradmessungen Ende des 18. Jahrhunderts zur Definition des Meters war nicht nur der Erdradius auf besser als 1 % bekannt, sondern auch die Tatsache der Erdabplattung. Um 1900 wurden den meisten Landesvermessungen die von Friedrich Wilhelm Bessel bestimmten Erddimensionen zugrunde gelegt, das oft bis heute verwendete „Bessel-Ellipsoid“:
Äquatorradius a = 6.377.397,155 m
Abplattung f = 1:299,1528
Die Länge der zweiten Halbachse b ergibt sich aus   b = a·(1−f)   zu 6.356.078,962 m.
Es ist zwar gegenüber den heute weltweit angenommenen Werten (s. u.) um fast 800 Meter „zu klein“, was aber auf keine Fehler bei Messung oder Berechnung zurückzuführen ist, sondern auf die stärkere Erdkrümmung des Kontinentblocks Eurasien (das Besselellipsoid ist deshalb für terrestrische Vermessungssysteme besser als ein Weltellipsoid). Der bekannte deutsche Geodät Friedrich Robert Helmert wies um 1900 darauf hin, dass das globale Erdellipsoid um 700–800 Meter größer sein müsse und eine Abplattung von etwa 1:298 bis 298,5 habe.

#### Schwerkrafteinflüsse
Um 1910 versuchten amerikanische Geodäten, die Einflüsse der Schwerkraft und insbesondere der Isostasie genauer zu modellieren. Aus den Arbeiten von Hayford resultierten jene Werte, die 1924 von der „internationalen Erdmessung“ als Standardellipsoid empfohlen wurden:
a = 6.378.388 m, f = 1:297,0

#### Satellitengeodäsie
Nach ersten verlässlichen Ergebnissen der Satellitengeodäsie wurde 1967 von der IUGG-Generalversammlung in Luzern das „internationale Ellipsoid 1967“ beschlossen, welches vor allem auf geometrischen Messungen beruhte. Die Abplattung war durch die Analyse von Satellitenbahnen jedoch schon auf 5 Stellen (20 cm) abgesichert:
a = 6.378.160 m, f = 1:298,25
Doch traten mit den ersten genauen dynamischen Methoden der Dopplersatelliten Diskrepanzen von 20 bis 40 Metern zutage (6.378.120 − 140 m), teilweise auch mit der gleichzeitig beschlossenen Schwereformel. Obwohl bald darauf die erste Welttriangulation mit dem 4000 km hohen Ballonsatellit PAGEOS die Werte von
a = 6.378.130 m, f = 1:298,37 (Hellmut Schmid, ETH Zürich)
ergab, entschloss man sich, mit weiteren Festlegungen des Bezugssystems noch etwa 10 Jahre zu warten.

#### GRS 80
Im Jahr 1981 definierte die IAG General Assembly (in Abstimmung mit der IAU) das „Geodätische Bezugssystem 1980“ (GRS 80), mit etwa 10 die Erde charakterisierenden Parametern, von denen jene des Erdellipsoids sind:
a = 6.378.137,0 m, f = 1:298,2572, b = 6.356.752,314 m (Genauigkeit ±1 m bzw. 0,001).
Dieses derzeit (noch) verbindliche Erdellipsoid wurde samt seinen geophysikalischen Parametern als WGS84 in die GPS-Datenbasis übernommen. Der „genaue“ Wert der Äquatorachse a wäre nur noch um wenige Dezimeter zu ändern – was freilich angesichts der Geoidundulationen von ±50 Meter entlang des Äquators keine praktischen Auswirkungen mehr hat.

## Nachweise
1. ↑  Franz Ossing: Welches sind die vier stichhaltigsten Beweise dafür, dass die Erde eine Kugel ist? In: Naturwissenschaften und Mathematik. Wissenschaft-im-Dialog.de, 29. April 2008, abgerufen am 13. Oktober 2021.
2. ↑  Volker Bialas: Erdgestalt, Kosmologie und Weltanschauung. Die Geschichte der Geodäsie als Teil der Kulturgeschichte der Menschheit. Konrad Wittwer, Stuttgart 1982, ISBN 978-3-8791-9135-2. (Rezension des Buches von Karl-Eugen Kurrer in: Das Argument; Nr. 154; 1985, S. 885–887.)